# Mútnik (Liptovský Mikuláš)
Mútnik je osada na území města Liptovský Mikuláš. Leží v severní části města na katastrálním území Liptovská Ondrašová.
Rozkládá se severně od místní železniční stanice, na úpatí vrchu Červienec, u silnice III/018128 z Liptovského Mikuláše do obce Trstené (ulice Pod stráňami), která se zde křižuje s místní komunikací do Liptovské Ondrašové (Tehelná ulice). Nacházejí se zde kasárna, zahrádkářská osada, chaty a jezdecký areál. V současnosti se v této lokalitě připravuje rozsáhlá bytová výstavba. Osadou protéká stejnojmenný potok.